# Codex Seidelianus I
El Codex Seidelianus I (Gregory-Aland no. Ge/011) ε 87 (Soden), és un manuscrit uncial del segle ix del Nou Testament. Està escrit en grec, sobre pergamí, amb lletres uncials, i es conserva a la Biblioteca Britànica (Cat. number: B. XVII. 1) a Londres.
El còdex conté 252 fulles de pergamí (25.7 x 21.5 cm) i conté els quatre Evangelis. El text està escrit en dues columnes per pàgina, i 21 línies per columna.